# Hervormde kerk (Ameide)
De hervormde kerk van het Utrechtse stadje Ameide is een driebeukige kerk uit 1361 met een laat-romaanse toren. De kerk is gebouwd als katholieke kerk, maar werd in de jaren 1580 protestants. In het Rampjaar 1672 raakte de kerk zwaar beschadigd, waarna deze is gerestaureerd in 1830. Oorspronkelijk was de kerk witgepleisterd. Tot 1953 had de kerk nog een historisch interieur met 17e-eeuwse koorbanken, enkele beschilderingen en een klok. Aan weerszijden van de kerk, tussen de pilaren, bevonden zich galerijen, voorzien van gordijnen. De vloer bestond uit historische grafstenen en aan de muur waren enkele bijzondere epitaven bevestigd. Dit alles is verloren gegaan bij de kerkbrand in de nacht van 3 op 4 april 1953, vermoedelijk veroorzaakt door een smeulende stoof.
Bij de herbouw werd de kerk uitgebreid met een zuidelijk transept, voorzien van een groot gebrandschilderd raam van J.J. van Staveren. De oorspronkelijke witte pleisterlaag keerde niet terug. Voor de herbouw zijn kloostermoppen gebruikt van een historisch klooster in Venlo, dat in die tijd juist gesloopt werd. Daardoor heeft de kerk een historisch uiterlijk behouden. Het huidige interieur is deels afkomstig uit de Grote kerk van Lekkerkerk, die in 1954 een nieuw interieur kreeg.
Op het dak van het koor bevindt zich sinds jaar en dag een ooievaarsnest, waarop ooievaars jaarlijks terugkeren.
De kerk wordt gebruikt door de Hervormde Gemeente Ameide en Tienhoven (PKN).
Van de kerk zijn de memorierentenboeken sinds 1481 bewaard gebleven. In 2004 werden in het gemeentehuis twee zilveren avondmaalsbekers gevonden uit 1620, afkomstig uit deze kerk. Deze zijn nu permanent in bruikleen bij het museum Catharijneconvent in Utrecht.

## Toren
De toren behoort tot de oudste in de Alblasserwaard en telt vijf geledingen, waarvan de onderste vier romaans zijn. De bovenste geleding is een reconstructie van 1955, waarmee de toren verhoogd werd tot 38 meter. De toren staat 20 cm uit het lood en wordt aan de westzijde gestut door steunberen uit 1837. De bovenste geleding is loodrecht op de onderste geledingen gebouwd. De toren wordt bekroond door een balustrade en een ingesnoerde spits. Op elke hoek van de toren bevindt zich een vlaggenmast die tot enkele jaren geleden alle vier gebruikt werden. In de spits zit een luik van waaruit ook een vlag gehangen kan worden. Om de constructie van de toren te sparen, is er echter een grote vlaggenmast achter de kerk geplaatst die nu gebruikt wordt om te vlaggen. De toren is geen eigendom van de kerkelijke gemeente, maar van de burgerlijke gemeente Vijfheerenlanden. De toren is niet open voor publiek.

## Luidklok
De luidklok dateert uit 1608 en werd gegoten door Henricus Meurs. De klok weegt 1102 kilo en meet 123,9 cm in diameter. De klok is voorzien van het wapenschild van Ameide en de inscriptie VERBVM DOMINI MANET IN AETERNVM HENRICUS MEVRS ME FECIT 1608. De klok is tweemaal beschadigd geraakt. Eerst op 29 januari 1943, toen de Duitsers de klok door het galmgat uit de toren gooiden. De klok is toen, met vele andere kerkklokken, per schip richting Duitsland gegaan om te worden omgesmolten tot kanon. Dankzij verzetsstrijders is het schip echter bij Groningen tot zinken gebracht. Na de oorlog is het schip geborgen en kon de klok eind 1945 terug worden gehangen in de toren. Nadien, bij de kerkbrand van 1953, stortte de klok om middernacht naar beneden, nadat hij achtmaal geslagen had. Bij de restauratie van de klok in 2015 zijn beide beschadigingen gerepareerd door Klokkengieterij Eijsbouts.

## Orgelhistorie
Tot 1851 had de kerk van Ameide geen orgel. Het orgel van 1851 werd gebouwd door Witte, die daarbij veel van de pijpen en kas van het in 1761 gebouwde Bätz-orgel uit Gorinchem hergebruikte. Dit Bätz-orgel was destijds gebouwd met hergebruik van pijpen en kas van het Cousijns-orgel uit 1666. Het orgel van Ameide was in essentie dus al veel ouder. Buiten de stad Gorinchem was de kerk in Ameide de eerste in de Alblasserwaard met een orgel. Het orgel werd geplaatst tussen het schip en het koor, waarmee die van elkaar werden gescheiden. De kerkbrand van 1953 heeft echter ook het Bätz-Witte-orgel niet gespaard.
Bij de herbouw van de kerk in 1955 is er een volledig nieuw drieklaviersorgel gebouwd door Verschueren. Dit orgel is tegen de toren geplaatst en is ook via de toren toegankelijk. In 1983 is het orgel ingrijpend uitgebreid door orgelbouwer Slooff. Hieronder volgt de dispositie van het orgel.
| Hoofdwerk     |        |
| Prestant      | 8'     |
| Roerfluit     | 8'     |
| Octaaf        | 4'     |
| Speelfluit    | 4'     |
| Quint         | 2 2/3' |
| Octaaf        | 2'     |
| Mixtuur IV-VI |        |
| Cornet V      |        |
| Trompet       | 8'     |

| Bovenwerk    |        |
| Holpijp      | 8'     |
| Baarpijp     | 8'     |
| Vox Celeste  | 8'     |
| Viola        | 8'     |
| Prestant     | 4'     |
| Roerfluit    | 4'     |
| Nasard       | 2 2/3' |
| Gemshoorn    | 2'     |
| Terts        | 1 3/5' |
| Echo Trompet | 8'     |
| Tremulant    |        |

| Rugwerk        |    |
| Holpijp        | 8' |
| Quintadeen     | 8' |
| Prestant       | 4' |
| Ged. fluit     | 4' |
| Octaaf         | 2' |
| Scherp IV      |    |
| Sesquialter II |    |
| Dulciaan       | 8' |
| Tremulant      |    |

| Pedaal     |     |
| Prestant   | 16' |
| Subbas     | 16' |
| Octaaf     | 8'  |
| Octaaf     | 4'  |
| Nachthoorn | 2'  |
| Bazuin     | 16' |
| Trompet    | 8'  |

| Koppelingen           |
| Pedaal - Hoofdwerk    |
| Pedaal - Rugwerk      |
| Hoofdwerk - Bovenwerk |
| Hoofdwerk - Rugwerk   |

## Maatschappelijke functie
Het kerkgebouw is in gebruik bij de Nederlands-Hervormde gemeente van Ameide en Tienhoven. Reeds sinds de Reformatie vormen de kerken van Ameide en Tienhoven één kerkelijke gemeente. Diensten in de Tienhovense kerk vinden alleen in het zomerseizoen plaats. Waar de kerk van Ameide als eerste in de Alblasserwaard een orgel kreeg, heeft de kerk van Tienhoven namelijk nooit een orgel gehad. De diensten aldaar worden daarom begeleid door koperblazers. Omdat de instrumenten temperatuurgevoelig zijn en de kerk onverwarmd is, worden er dus geen diensten gehouden in het winterseizoen. De kerk van Ameide wordt wel het hele jaar door gebruikt.
In het kader van de Reformatieherdenking wordt jaarlijks op 31 oktober een gezamenlijke dienst belegd met de plaatselijke Christelijke Gereformeerde Kerk, die om beurten in de Hervormde kerk en de CGK-kerk wordt gehouden.
Het kerkgebouw is niet permanent geopend. Wel wordt het regelmatig ter beschikking gesteld voor gelegenheden buiten de kerkelijke gemeente, zoals bruiloften en uitvaarten van mensen die geen lid zijn van de kerk, of concerten. Tevens is het gebouw open op de jaarlijkse Open Monumentendag.